# Вонеберг
Вонеберг (њем. Wonneberg) општина је у њемачкој савезној држави Баварска. Једно је од 35 општинских средишта округа Траунштајн. Према процјени из 2010. у општини је живјело 1.465 становника. Посједује регионалну шифру (AGS) 9189165.

## Географски и демографски подаци
Вонеберг се налази у савезној држави Баварска у округу Траунштајн. Општина се налази на надморској висини од 580 метара. Површина општине износи 18,0 km². У самом мјесту је, према процјени из 2010. године, живјело 1.465 становника. Просјечна густина становништва износи 81 становника/km².